# Aleš Uranjek
Aleš Uranjek, slovenski glasbeni menedžer, tolkalist in bobnar, * 21. januar 1965.
Svojo prepoznavnost v slovenskem zabavno-glasbenem prostoru je dosegel kot bobnar skupine Šank Rock, sicer pa je sodeloval še v skupinah Funk you in Yogurt. Nekaj časa je vodil tudi svojo bobnarsko šolo, sicer pa je ustanovitelj Agencije Uran, podjetja za glasbeni management, organizacijo prireditev in marketing slovenskih glasbenikov. 
Aleš Uranjek je tudi avtor glasbe in besedil, studijski glasbenik, scenarist in producent glasbenih videospotov.